# Campionat d'Europa de bàsquet masculí de 1973
L'edició XVIII del Campionat d'Europa de bàsquet masculí se celebrà a Espanya del 27 de setembre al 6 d'octubre del 1973. El campionat es va celebrar a dues seus (Barcelona i Badalona) i va comptar amb la participació de 12 seleccions nacionals.

## Grups
Els dotze equips participants foren dividits en dos grups de la forma següent:
| Grup A         | Grup B     |
| -------------- | ---------- |
| Israel         | Bulgària   |
| Polònia        | França     |
| Romania        | Grècia     |
| Unió Soviètica | Itàlia     |
| Txecoslovàquia | Iugoslàvia |
| Turquia        | Espanya    |

## Primera fase

### Grup A
| Equip          | J | G | P | T+  | T-  | DT   | PTS |
| -------------- | - | - | - | --- | --- | ---- | --- |
| Unió Soviètica | 5 | 5 | 0 | 459 | 353 | +106 | 10  |
| Txecoslovàquia | 5 | 4 | 1 | 364 | 370 | -6   | 9   |
| Turquia        | 5 | 2 | 3 | 345 | 386 | -41  | 7   |
| Israel         | 5 | 2 | 3 | 343 | 351 | -8   | 7   |
| Polònia        | 5 | 1 | 4 | 376 | 408 | -32  | 6   |
| Romania        | 5 | 1 | 4 | 369 | 388 | -19  | 6   |

#### Resultats[2]
| Data     | Partit         | Partit | Partit         | Resultat |
| -------- | -------------- | ------ | -------------- | -------- |
| 27.09.73 | Polònia        | -      | Unió Soviètica | 83-104   |
| 27.09.73 | Txecoslovàquia | -      | Israel         | 92-89    |
| 27.09.73 | Turquia        | -      | Romania        | 69-84    |
| 28.09.73 | Txecoslovàquia | -      | Unió Soviètica | 55-77    |
| 28.09.73 | Israel         | -      | Romania        | 85-80    |
| 28.09.73 | Turquia        | -      | Polònia        | 65-64    |
| 29.09.73 | Unió Soviètica | -      | Turquia        | 79-53    |
| 29.09.73 | Txecoslovàquia | -      | Romania        | 70-61    |
| 29.09.73 | Israel         | -      | Polònia        | 98-84    |
| 01.10.73 | Txecoslovàquia | -      | Turquia        | 66-64    |
| 01.10.73 | Unió Soviètica | -      | Israel         | 101-78   |
| 01.10.73 | Romania        | -      | Polònia        | 60-66    |
| 02.10.73 | Romania        | -      | Unió Soviètica | 84-98    |
| 02.10.73 | Txecoslovàquia | -      | Polònia        | 81-79    |
| 02.10.73 | Turquia        | -      | Israel         | 94-93    |

Tots els partits es disputaren a Badalona

### Grup B
| Equip      | J | G | P | T+  | T-  | DT  | PTS |
| ---------- | - | - | - | --- | --- | --- | --- |
| Iugoslàvia | 5 | 5 | 0 | 378 | 333 | +45 | 10  |
| Espanya    | 5 | 4 | 1 | 392 | 353 | +39 | 9   |
| Itàlia     | 5 | 3 | 2 | 335 | 325 | +10 | 8   |
| Bulgària   | 5 | 2 | 3 | 367 | 372 | -5  | 7   |
| Grècia     | 5 | 1 | 4 | 335 | 377 | -42 | 6   |
| França     | 5 | 0 | 5 | 345 | 392 | -47 | 5   |

#### Resultats
| Data     | Partit     | Partit | Partit     | Resultat |
| -------- | ---------- | ------ | ---------- | -------- |
| 27.09.73 | Bulgària   | -      | França     | 89-70    |
| 27.09.73 | Espanya    | -      | Iugoslàvia | 59-65    |
| 27.09.73 | Grècia     | -      | Itàlia     | 54-59    |
| 28.09.73 | Grècia     | -      | Iugoslàvia | 68-84    |
| 28.09.73 | Espanya    | -      | Bulgària   | 85-69    |
| 28.09.73 | Itàlia     | -      | França     | 71-63    |
| 29.09.73 | Grècia     | -      | França     | 67-62    |
| 29.09.73 | Iugoslàvia | -      | Bulgària   | 76-65    |
| 29.09.73 | Itàlia     | -      | Espanya    | 66-75    |
| 01.10.73 | Grècia     | -      | Bulgària   | 72-86    |
| 01.10.73 | França     | -      | Espanya    | 80-85    |
| 01.10.73 | Iugoslàvia | -      | Itàlia     | 73-71    |
| 02.10.73 | Bulgària   | -      | Itàlia     | 58-69    |
| 02.10.73 | Grècia     | -      | Espanya    | 74-86    |
| 02.10.73 | França     | -      | Iugoslàvia | 70-80    |

Tots els partits es disputaren a Barcelona

## Fase final

### Eliminatòries del 1r al 4t lloc
|  | Semifinals     | Semifinals  |    |                | Final          | Final |
|  |                |             |    |                |                |       |
|  | 4 d'octubre    |             |    |                |                |       |
|  | Unió Soviètica | 76          |    |                |                |       |
|  | Espanya        | 80          |    |                |                |       |
|  |                |             |    |                |                |       |
|  |                |             |    |                | 6 d'octubre    |       |
|  |                |             |    |                | Espanya        | 67    |
|  |                | Iugoslàvia  | 78 |                |                |       |
|  |                |             |    |                |                |       |
|  |                |             |    |                |                |       |
|  |                |             |    |                | Tercer lloc    |       |
|  | 4 d'octubre    | 4 d'octubre |    | 5 d'octubre    | 5 d'octubre    |       |
|  | Iugoslàvia     | 96          |    | Unió Soviètica | 90             |       |
|  | Txecoslovàquia | 71          |    |                | Txecoslovàquia | 58    |

### Eliminatòries del 5è al 8è lloc
|  | Semifinals  | Semifinals  |    |             | Final       | Final |
|  |             |             |    |             |             |       |
|  | 4 d'octubre |             |    |             |             |       |
|  | Turquia     | 67          |    |             |             |       |
|  | Bulgària    | 76          |    |             |             |       |
|  |             |             |    |             |             |       |
|  |             |             |    |             | 5 d'octubre |       |
|  |             |             |    |             | Bulgària    | 78    |
|  |             | Itàlia      | 96 |             |             |       |
|  |             |             |    |             |             |       |
|  |             |             |    |             |             |       |
|  |             |             |    |             | Tercer lloc |       |
|  | 4 d'octubre | 4 d'octubre |    | 5 d'octubre | 5 d'octubre |       |
|  | Itàlia      | 94          |    | Turquia     | 104         |       |
|  | Israel      | 73          |    |             | Israel      | 89    |

### Eliminatòries del 9è al 12è lloc
|  | Semifinals  | Semifinals  |    |             | Final       | Final |
|  |             |             |    |             |             |       |
|  | 4 d'octubre |             |    |             |             |       |
|  | Polònia     | 62          |    |             |             |       |
|  | França      | 67          |    |             |             |       |
|  |             |             |    |             |             |       |
|  |             |             |    |             | 6 d'octubre |       |
|  |             |             |    |             | França      | 69    |
|  |             | Romania     | 72 |             |             |       |
|  |             |             |    |             |             |       |
|  |             |             |    |             |             |       |
|  |             |             |    |             | Tercer lloc |       |
|  | 4 d'octubre | 4 d'octubre |    | 6 d'octubre | 6 d'octubre |       |
|  | Grècia      | 78          |    | Polònia     | 64          |       |
|  | Romania     | 89          |    |             | Grècia      | 65    |

## Medaller
|            |         |                |
| Iugoslàvia | Espanya | Unió Soviètica |

## Classificació final[3]
| 1. - Iugoslàvia     |
| 2. - Espanya        |
| 3. - Unió Soviètica |
| 4. - Txecoslovàquia |
| 5. - Itàlia         |
| 6. - Bulgària       |
| 7. - Israel         |
| 8. - Turquia        |
| 9. - Romania        |
| 10. - França        |
| 11. - Grècia        |
| 12. - Polònia       |

## Trofeus individuals

### Millor jugador (MVP)[4]
| MVP |
| [[Fitxer:Flag of Spain (1945–1977).svg\|23x15px\|border \|alt=Espanya\|link=Selecció de bàsquet d'Espanya\|{{#if:\|]] Wayne Brabender |

### Màxims anotadors del campionat
|   | Jugador | Punts per partit | Punts | Partits jugats |
| - | --- | ---------------- | ----- | -------------- |
| 1 | [[Fitxer:Flag of Bulgaria (1971-1990).svg\|23x15px\|border \|alt=Bulgària\|link=Selecció de bàsquet de Bulgària\|{{#if:\|]] Atanas Golomeev                                      | 22,3             | 156   | 7              |
| 2 | [[Fitxer:Flag of Romania (1965-1989).svg\|23x15px\|border \|alt=Romania\|link=Selecció de bàsquet de Romania\|{{#if:\|]] Titus Tarau                                             | 20,1             | 141   | 7              |
| 3 | [[Fitxer:Flag of Spain (1945–1977).svg\|23x15px\|border \|alt=Espanya\|link=Selecció de bàsquet d'Espanya\|{{#if:\|]] Wayne Brabender                                            | 19,7             | 138   | 7              |
| 4 | [[Fitxer:Flag of the Soviet Union.svg\|23x15px\|border \|alt=Unió de Repúbliques Socialistes Soviètiques\|link=Selecció de bàsquet de la Unió Soviètica\|{{#if:\|]] Sergei Belov | 18,5             | 148   | 8              |
| 5 | [[Fitxer:Flag of France (1794–1815, 1830–1974).svg\|23x15px\|border \|alt=França\|link=Selecció de bàsquet de França\|{{#if:\|]] Jacques Cachemire                               | 17,7             | 124   | 7              |

## Plantilla dels 4 primers classificats
Medalla d'or:  Iugoslàvia Krešimir Ćosić, Dražen Dalipagić, Dragan Kićanović, Zoran Slavnić, Nikola Plećaš, Zeljko Jerkov, Vinko Jelovac, Damir Solman, Rato Tvrdić, Milun Marović, Zarko Knezevic, Dragan Ivković (Entrenador: Mirko Novosel)
Medalla d'argent: Espanya Clifford Luyk, Wayne Brabender, Francisco "Nino" Buscato, Vicente Ramos, Rafael Rullán, Manuel Flores, Luis Miguel Santillana, Carmelo Cabrera, Gonzalo Sagi-Vela, José Luis Sagi-Vela, Miguel Ángel Estrada, Enric Margall (Entrenador: Antonio Díaz-Miguel)
Medalla de bronze: Unió Soviètica Sergei Belov, Modestas Paulauskas, Anatoly Myshkin, Ivan Edeshko, Zurab Sakandelidze, Sergei Kovalenko, Valeri Miloserdov, Evgeni Kovalenko, Aleksander Boloshev, Jurij Pavlov, Jaak Salumets, Nikolai Djachenko (Entrenador: Vladimir Kondrašin)
Quart lloc: Txecoslovàquia Jiri Zidek Sr., Kamil Brabenec, Zdenek Kos, Jiri Zednicek, Jan Bobrovsky, Jiri Pospisil, Petr Novicky, Jan Blazek, Josef Klima, Vojtech Petr, Jiri Balastik, Gustav Hraska (Entrenador: Vladimir Heger)